# El príncipe (pel·lícula)
El príncipe és una pel·lícula coproducció belga-argentina-xilena de 2019, òpera prima de Sebastián Muñoz. El guió és obra del mateix director, al costat de Luis Barrales, i està basat en una novel·la de baixa circulació escrita per Mario Cruz a principis dels 70s, i ambientada en la mateixa època en la comuna de San Bernardo, Regió Metropolitana. La temàtica explora amb cruesa la història d'un jove condemnat pel crim violent del seu millor amic, la seva relació amb altres presoners, els afectes, les lleialtats, la seva identitat sexual, i la cerca del poder dins de la presó.
Alguns talls en avançament van ser presentats com a Obra en Progrés Llatinoamericà al festival Sanfic 14, Santiago de Xile i a Cinema en Construcció 34, Sant Sebastià.
Va tenir la seva premier mundial competint en la Setmana de la Crítica, en el marc de la 76a Mostra Internacional de Cinema de Venècia, 2019, on va ser guardonada amb el premi Lleó Queer, premi oficial de la Mostra a la millor pel·lícula de temàtica LGTB de totes les seccions del Festival. Posteriorment, al setembre de 2019, va ser seleccionada per a competir en el Festival Internacional de Cinema de Sant Sebastià 2019, com a part de la secció Horizontes Latinos, abans de prosseguir el seu recorregut als Festivals Internacionals de Chicago, Busan, Atenes, i Valdivia, entre d'altres. Així mateix, va obtenir el premi com a «Millor Pel·lícula» en la V versió del Festival Internacional de Cinema LGBT AMOR 2020.

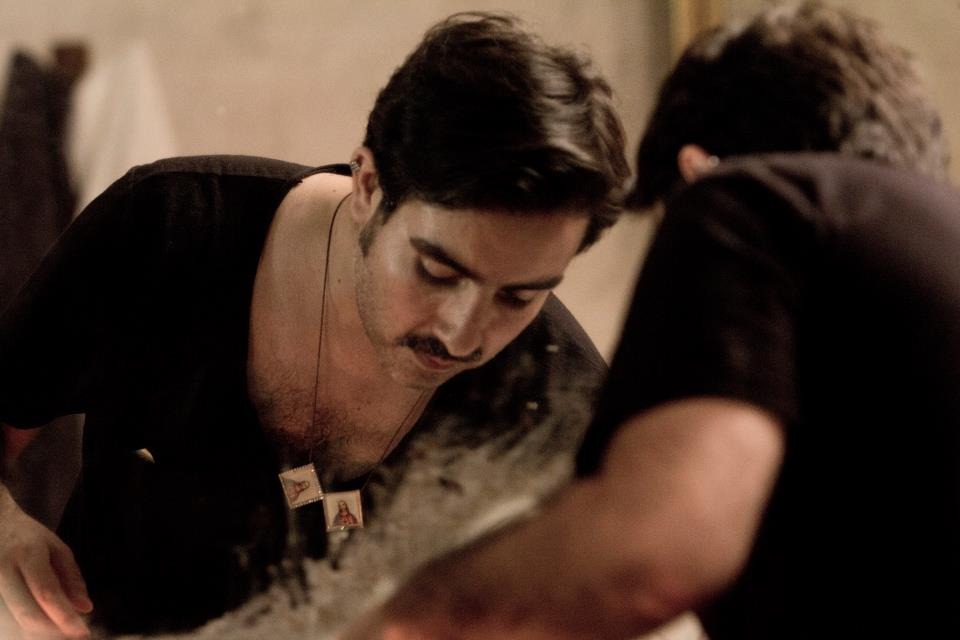
Sebastián Muñoz, director de la pel·lícula

## Projecte i desenvolupament
El projecte d'adaptar al cinema l'única novel·la de Mario Cruz, un autor poc conegut, havia estat acariciat molts anys enrere per la cineasta Alicia Scherson, qui va estar en converses amb el dramaturg Luis Barrales per a preparar el guió.
La novel·la de Cruz va tenir el seu apogeu en els anys 70, mai va estar disponible en llibreries i només podia ser adquirida als quioscos de revistes del carrer San Diego, a Santiago. El director Sebastián Muñoz la va trobar per casualitat i, al costat del mateix Barrales, van refinar el guió fins a la seva forma definitiva. Amb posterioritat es van incorporar a la producció les xilenes Niña Niño Films i El Otro Films, l'argentina Le Tiro Cine, i la belga Be Revolution Pictures.

## Argument
En una presó del Santiago dels anys 1970, Jaime, un jove presoner que ha estat condemnat pel violent i inexplicable crim del seu millor amic, té una definitiva trobada amb "El Potro", un home major que inspira respecte i posseeix el poder després de les reixes. En la cerca de protecció, Jaime va desenvolupant amb l'home una relació d'afecte i tendresa, descobreix l'amor i la necessitat de ser reconegut per a després, esdevingut en "El Príncipe", replantejar-se la seva identitat sexual, les lleialtats, i els motius del crim que el va portar a presó.

## Repartiment
- Alfredo Castro, com "el Potro".
- Juan Carlos Maldonado, com Jaime "el Príncipe".
- Gastón Pauls, com "Che Pibe".
- Sebastián Ayala, com el abandonado.
- Lux Pascal, com Dany, "el Rucio".
- Cesare Serra, com "el Gitano".
- José Antonio Raffo, com el gendarme López.
- Paola Volpato, com Elena.
- Catalina Martin, com Mónica.
- Jaime Leiva, com Miguel.
- Nicolás Zárate, com Julio.
- Paula Zúñiga, com dona del Potro.
- Óscar Hernández, com el pare.
- Carlos Corales, com Don Roberto
- Daniel Antivilo, com El Tropical.

## Crítica especialitzada
En temps de ser estrenada a Venècia, la majoria de la premsa especialitzada italiana va avaluar positivament la pel·lícula. Martina Barone en Cinematographe va escriure:
| « | "una pel·lícula d'impetuosa sensualitat. Una obra inquietant, en la seva multifacètica ferocitat sexual, emocional i primitiva' | » |

Samuele Sestieri de PointBlank sentenciava:
| « | "El primer treball del cineasta xilè Sebastián Muñoz és una enlluernadora cançó d'amor i mort, entre plaer i dolor" | » |

Carlo Valeri de Sentieriselvaggi va escriure:
| « | "Una pel·lícula claustrofòbica, però al mateix temps plena d'impulsos de desig. Asfixiant i apassionada com una última abraçada abans d'acomiadar-se". | » |

Finalment la pel·lícula va guanyar el Premi Lleó Queer pels següents motius, segons va argumentar el Jurat:
| « | "El Príncipe és un retrat apassionat de la vida en una presó xilena en vespres de l'ascens al poder d'Allende en 1970. La brutalitat salvatge de la vida a la presó es contrasta amb les relacions intensament emocionals entre els presos. Liderat per un imponent Alfredo Castro, l'excel·lent elenc ofereix interpretacions commovedores d'un guió poderós que transmet l'acceptació paradoxal dels vincles homosexuals en la presó en un moment en què no era socialment acceptable. El debut com a director de Sebastián Muñoz és una exploració audaç i carregada d'erotisme de la història recent que revela una inesperada tendresa al seu cor." | » |

En el lloc web especialitzat de ressenyes crítiques Rotten Tomatoes, El príncipe té una avaluació positiva que aconsegueix al 92% segons 13 ressenyes, amb una qualificació mitjana de 7.38/10